# بيتري أندري
بيتري أندري (بالرومانية: Petre Andrei) هو عالم اجتماع وسياسي روماني، ولد في 29 يونيو 1891 في برايلا في رومانيا، وتوفي في 4 أكتوبر 1940 في ياش في رومانيا بسبب تسمم بالسيانيد. حزبياً، نشط في حزب الفلاحين الوطني. وقد انتخب عضو مجلس النواب في رومانيا.